# Lövölde tér
A Lövölde tér egy a budapesti Terézváros és Erzsébetváros határán fekvő köztér.

## Fekvése

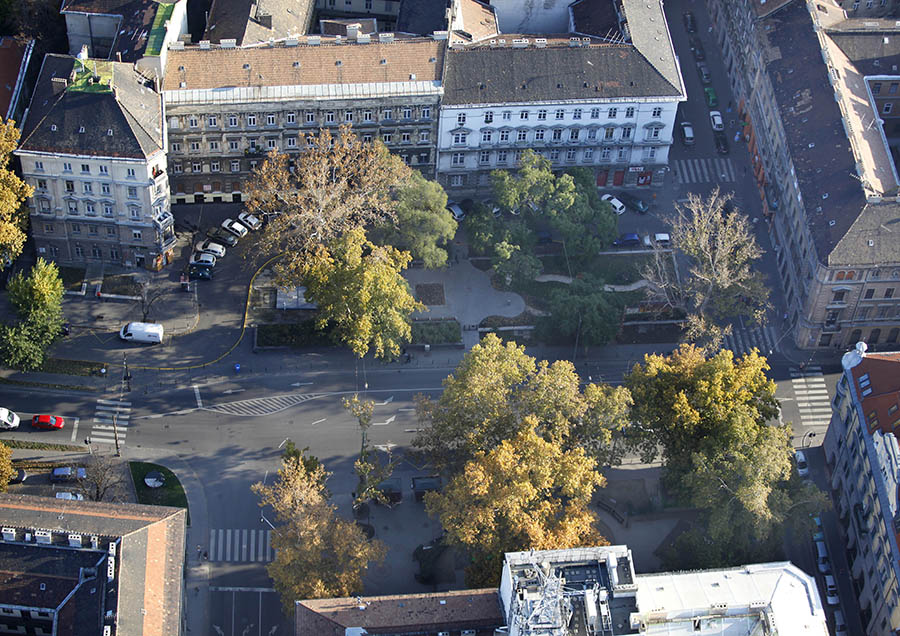
Lövölde tér a levegőből fényképezve

A Lövölde tér a Király utca északkeleti végének és a Szív utcának a találkozásánál, illetve a Felső erdősor és a Városligeti fasor délnyugati végének találkozásánál található.
A tér egyik része közigazgatásilag a VI. kerülethez, a másik pedig a VII. kerülethez tartozik.

## Története

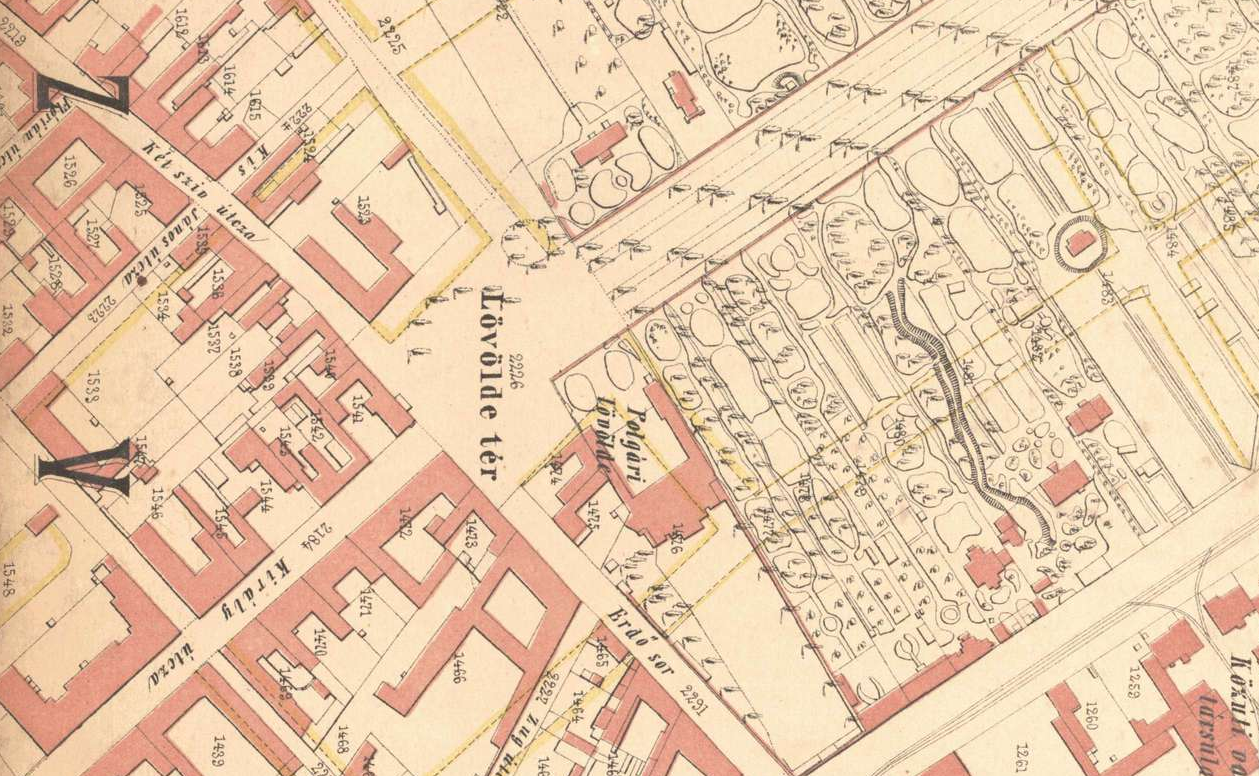
Lövölde tér 1872

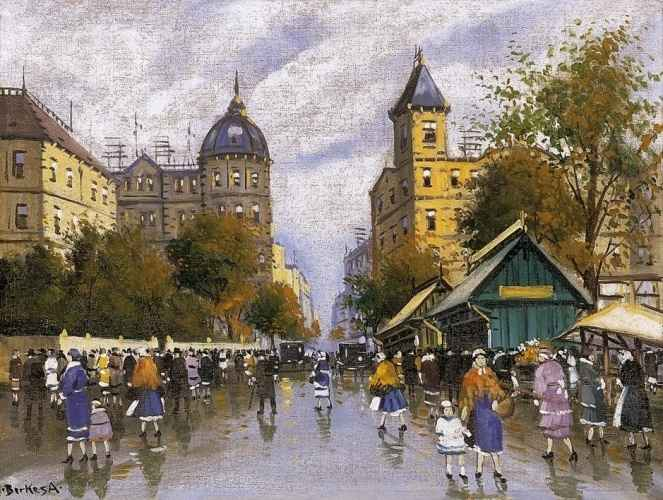
Berkes Antal festménye a térről

A 18. században a polgárság feladatai közé tartozott a városok biztonságának és békéjének megőrzése. Egy 1701-ből származó rendeletben I. Lipót király kötelezte a céheket, hogy mestereik minden vasár- és ünnepnapon lövészetre járjanak, a távolmaradókat pedig pénzbírság fenyegette. Mária Terézia 1740-ben elrendelte, hogy minden felnőtt férfipolgár egy éven át lövészeteken vegyen részt.
Budán, a mai Széna tértől nem messze már 1696 óta állt egy „lőház”, amelyet többször is bővítettek, és falain belül nemzetközi lövészünnepeket is szerveztek. 1885-től az odavezető utca nevét is adó utca másik végére költözött a lövőház.
Az első pesti lövölde már az 1701-es rendelet kibocsátásakor is állt. A fából készült ház a Hatvani kapu és a Szabó rondella között, a mai Astoriánál volt, majd 1776-ban kőépületté alakították. Mivel a város rohamosan terjeszkedett, 1789-ben új lövöldére volt szükség. A létesítmény az egykori pestistemető fölé, a mai Vámház körút-Fővám tér-Só utca-Bástya utca-Királyi Pál utca határolta területre épült. A Királyi Pál utcát sokáig Puskás vagy Lövöldöző utcának hívták. Koronázásának napján még I. Ferenc is járt ebben a lövöldében. Ennek a lőtérnek a helyén később bérházak épültek.
1824-ben avatták fel Zambelli András tervei alapján készült új lövöldét, a Kálvin tér környékén, a mai Királyi Pál utcában. A klasszicista épületnek hosszú dór oszlopsora, díszes diadalívszerű kapuja, és I. Ferenc látogatását ábrázoló timpanonja volt. A tulajdonképpeni lőtér mellett vendéglők, pipázó-, társalgó- és tánctermek és egy park is tartozott, aminek következtében létesítmény a polgári élet egyik központjává vált. A megnyitóra rendezett ünnepélyen 300 terítékes vacsorát adtak.
A sokak szerint Pest legszebb épületének számító lövöldét az 1838-as árvíz elpusztította, de 1840-re újraépítették. Az új épületet a Külső-Erzsébetvárosban, a mai Lövölde tér északkeleti sarkában húzták fel. Az előző lövöldéhez hasonlóan ezt is Zambelli András tervezte, és még abban az évben József nádor avatta fel. A klasszicista stílusú lövölde két épületegyüttesből állt. Az egyikben vendéglők, éttermek és kiszolgáló helyiségek, a másikban pedig a lőcsarnokok és a lövészmester lakása voltak, a lövőház parkjába pedig díszes kapun át lehetett bejutni.
1874-ben, az itt működő lövöldéről nevezték el a teret Lövölde térnek.
A lövölde épülete 1890-ig állt a téren, lebontása után a teret megnagyobbították és köréje bérpalotákat építettek.

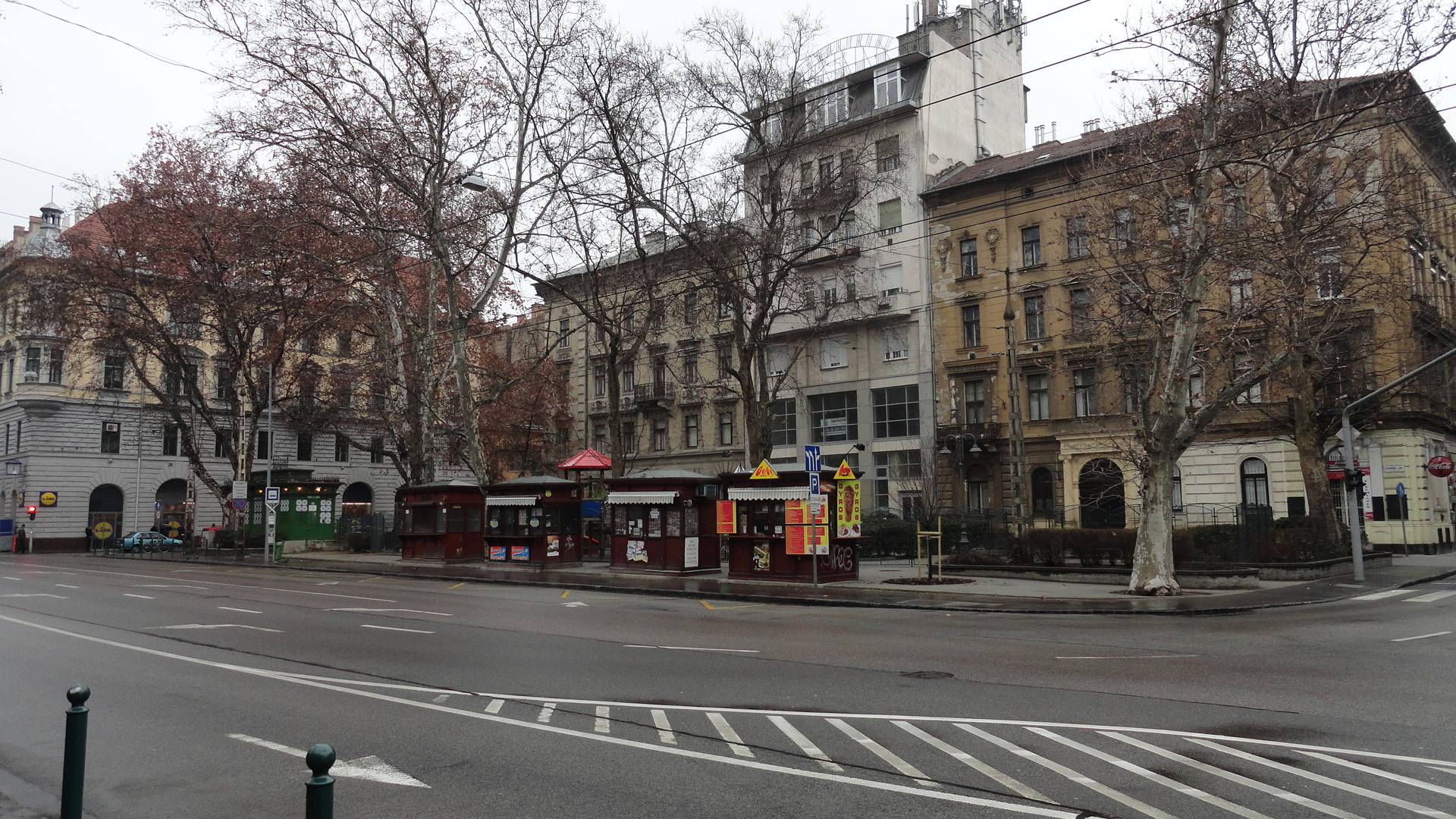
A tér északnyugati oldala, a jellegzetes, nagy múltú illemhellyel és bódékkal, illetve a játszótérrel

A Lövölde tér 6. szám alatt működött a Kairó kávézó, amelynek gyakori vendégei voltak Teleki Pál politikus, Gundel Antal lapszerkesztő (Gundel János fia), Szablya-Frischauf Ferenc iparművész, Fülep Lajos és Felvinczi Takács Zoltán művészettörténészek is. Az itt megforduló értelmiségiek 1906-ban egy rövid életű hetilapot is kiadtak Szerda címmel.
1982-ben Maurer Klimes Attila tervei alapján újították fel a teret. A tér játszótere Hamar József és Pécsi Sándor munkája.

## Köztéri szobrok

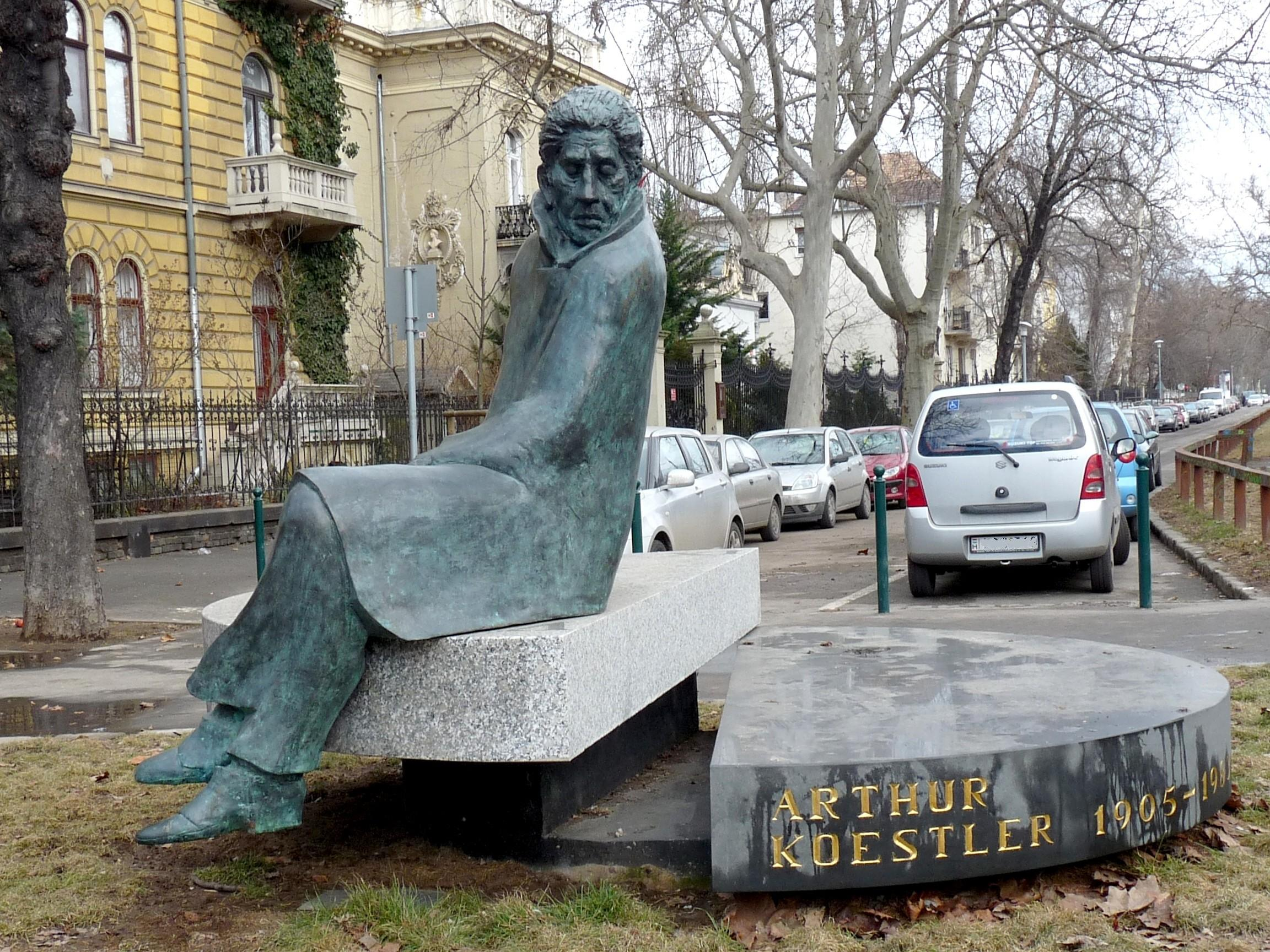
Arthur Koestler szobra

A tér és a Városligeti fasor találkozásánál áll Arthur Koestler író, filozófus, polihisztor szobra, melynek alkotója Varga Imre. A szobrot 2009. október 20-án avatták fel.

## Közösségi közlekedés
A teret napjainkban a 70-es és 78-as trolibuszok érintik, az éjszakai órákban a 979-es és 979A viszonylatokkal a Kodály köröndig utazva, majd párperces sétával közelíthető meg. Az 1950-es évek elejéig a 10-es és a 46-os villamos is áthaladt rajta.

## Érdekességek

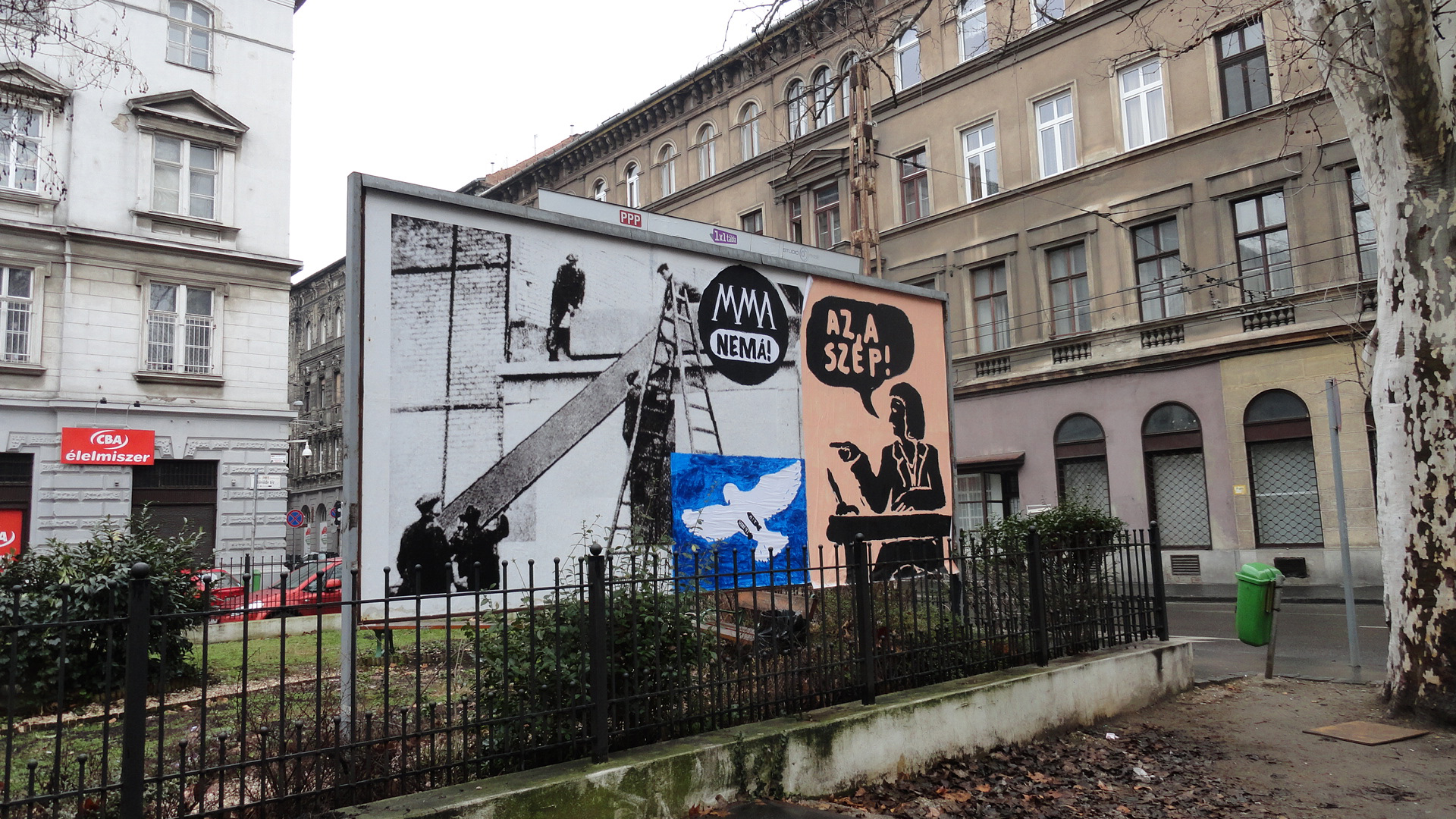
Az óriásplakát 2013-ban

- A téren található az egyik máig fennmaradt „Zöld villamos” nyilvános illemhely, amely becenevét lanternás tetejével és két végén található „peronjával” a régi villamoskocsikra emlékeztető alakjáról kapta.[6]
- A téren felállított 1x1 Tábla nevet viselő óriásplakáton kortárs művészek alkotásai láthatóak. Többek között Tereskova, Lakner Antal, Koronczi Endre, Bakos Gábor, és a Magyar Kétfarkú Kutya Párt is kiállították alkotásukat a téren. Az első ilyen plakát Tereskovától származott 1998-ban, amelyen önmaga fehérneműs képe alatt a következő felirat volt olvasható: „Kortárs festőművész vagyok.”[7]

## A tér a művészetekben
- A Lövölde tér címet viseli Kern András egyik közismert dala, melynek szövegét Horváth Attilával közösen írta, zenéjét pedig Másik János szerezte. A dal először 1985-ben, Kern András Kern című lemezén jelent meg.[8]
- Többször felbukkan a tér Kondor Vilmos magyar író Budapest noir és Budapest romokban című bűnügyi regényeiben, itt található az oknyomozó újságíróként dolgozó főhős barátnőjének, Eckhardt Krisztina grafikusnak a lakása.